# Isn't Life Wonderful
Isn't Life Wonderful is een Amerikaanse dramafilm uit 1924 onder regie van D.W. Griffith.

## Verhaal
Een Poolse familie vluchtelingen moet overleven in Duitsland vlak na de Eerste Wereldoorlog. Aanvankelijk lijkt alles goed te verlopen, maar al spoedig eisen de economische en politieke problemen hun tol.

## Rolverdeling
| Acteur                  | Personage               |
| ----------------------- | ----------------------- |
| Carol Dempster          | Inga                    |
| Neil Hamilton           | Paul                    |
| Erville Alderson        | De professor            |
| Helen Lowell            | Grootmoeder             |
| Marcia Harris           | De tante                |
| Frank Puglia            | Theodor                 |
| Hans Adalbert Schlettow | Leider van de arbeiders |
| Paul Rehkopf            | Hongerige arbeider      |
| Walter Plimmer          | De Amerikaan            |